# Michelle Tesoro
Michelle Tesoro Gonzales ist eine US-amerikanische Filmeditorin.

## Leben
Michelle Tesoro wuchs in Chicago auf. Sie besuchte die Whitney M. Young High School, studierte an der University of Illinois at Urbana-Champaign und der Tisch School of the Arts der New York University.
Sie begann ihre Karriere als DVD und Promo Editor bei ABKCO Music & Records in New York City. Im Jahr 2005 ließ sie sich in Los Angeles nieder. Bald war sie als Schnittassistentin an der Produktion verschiedener Fernsehserien und Filme beteiligt. Seit dem Jahr 2007 übernahm sie hauptverantwortlich den Schnitt von Fernsehserien wie The Mimi & Flo Show, Swingtown und In Treatment – Der Therapeut.
Ihre Arbeit für die Dramödie Natural Selection brachte ihr beim South by Southwest 2011 den Preis für den besten Schnitt ein.

## Filmografie (Auswahl)
- 2007: The Mimi & Flo Show (Fernsehserie, 3 Episoden)
- 2008: Swingtown (Fernsehserie, 2 Episoden)
- 2009–2010: In Treatment – Der Therapeut (In Treatment, Fernsehserie, 17 Episoden)
- 2009: Women in Trouble
- 2010: Fringe – Grenzfälle des FBI (Fringe, Fernsehserie, 3 Episoden)
- 2011: Natural Selection
- 2012: Luck (Fernsehserie, 4 Episoden)
- 2013: House of Cards (Fernsehserie, 5 Episoden)
- 2013: The Newsroom (Fernsehserie, 2 Episoden)
- 2014: Revenge of the Green Dragons
- 2014: Hoke (Fernsehfilm)
- 2015: Flesh and Bone (Miniserie, 3 Episoden)
- 2017: When We Rise (Miniserie, 1 Episode)
- 2017: Shot Caller
- 2017: Godless (Miniserie, 7 Episoden)
- 2018: Die Berufung – Ihr Kampf für Gerechtigkeit (On the Basis of Sex)
- 2019: When They See Us (Miniserie, 1 Episode)
- 2019: Ballers (Fernsehserie, 1 Episode)
- 2020: Das Damengambit (The Queen’s Gambit, Miniserie, 7 Episoden)
- 2021: Flag Day
- 2023: Maestro